# Świat według Garpa (film)
Świat według Garpa – amerykańska tragikomedia z 1982 roku na podstawie powieści pod tym samym tytułem Johna Irvinga.

## Główne role
- Robin Williams - T.S. Garp
- Mary Beth Hurt - Helen Holm
- Glenn Close - Jenny Fields
- John Lithgow - Roberta Muldoon
- Hume Cronyn - pan Fields
- Jessica Tandy - pani Fields

## Nagrody i nominacje
Oscary za rok 1982
- Najlepszy aktor drugoplanowy - John Lithgow (nominacja)
- Najlepsza aktorka drugoplanowa - Glenn Close (nominacja)